# Timothy Shaw
Timothy Andrew Shaw, (Long Beach, 8 de noviembre de 1957) es un antiguo nadador y jugador de waterpoloestadounidense.

## Biografía
Participó en las dos disciplinas: natación y waterpolo. Tim Shaw es el único nadador que ha tenido a la vez los records de 200, 400 y 800 Libres. Shaw fue el ganador del premio Sullivan en 1975, en 1974 del FINA Prize Eminence Award y fue nombrado mejor nadador del mundo en 1974 y 1975.

## Clubes
- Cal State Long Beach -  Estados Unidos

## Títulos
Como miembro de la selección norteamericana de waterpolo
- Plata en los juegos olímpicos de Los Ángeles 1984.

Como nadador
- Plata en 400 m libres en los juegos olímpicos de Montreal 1976.